# الیاس آگیلار
الیاس فرناندو آگیلار وارگاس (تلفظ اسپانیایی: [eˈli.as aɣiˈlaɾ]؛ زاده ۷ نوامبر ۱۹۹۱)، بازیکن فوتبال اهل کاستاریکا است که برای ججو یونایتد بازی می‌کند.
وی برای حضور در جام طلایی کونکاکاف ۲۰۱۵، به تیم ملی فوتبال کاستاریکا فراخوانده شد و در نخستین بازی کشورش، به میدان رفت.
در فوریه ۲۰۱۸، وی با قراردادی قرضی به مدت ۱۰ ماه، به اینچئون یونایتد پیوست تا این تیم را در کی‌لیگ همراهی کند.

## دوران ملی

### گل‌های ملی
| # | تاریخ        | مکان                            | حریف       | گل وی | نتیجه | رقابت                   |
| - | ------------ | ------------------------------- | ---------- | ----- | ----- | ----------------------- |
| ۱ | ۱۶ ژوئن ۲۰۱۹ | ورزشگاه ملی کاستاریکا، سان خوزه | نیکاراگوئه | ۳ –۰  | ۴–۰   | جام طلایی کونکاکاف ۲۰۱۹ |
| ۲ | ۲۰ ژوئن ۲۰۱۹ | ورزشگاه تویوتا (تگزاس)، فریسکو  | برمودا     | ۲ –۰  | ۲–۱   | جام طلایی کونکاکاف ۲۰۱۹ |